# Bruno Boscherie
Bruno Boscherie, né le 22 février 1951 à Carpentras, est un escrimeur français. Membre de l'équipe de France de fleuret, il est médaillé lors des Jeux olympiques d'été de 1980. Membre du Cercle d'escrime Melun Val de Seine, il en devient l'un des maîtres d'armes.

## Palmarès
- Jeux olympiques
  -  Médaille d'or au fleuret par équipe aux Jeux olympiques d'été de 1980 à Moscou aux côtés de Philippe Bonnin, Didier Flament, Frédéric Pietruszka et Pascal Jolyot.

- Championnats du monde
  -  Médaille d'or au fleuret par équipe aux championnats du monde 1971 à Vienne (Autriche).
  -  Médaille d'or au fleuret par équipe aux championnats du monde 1975 à Budapest.
  -  Médaille d'argent au fleuret par équipe aux championnats du monde 1978 à Hambourg.
  -  Médaille de bronze au fleuret individuel aux championnats du monde 1978 à Hambourg.
  -  Médaille d'or au fleuret individuel aux championnats du monde espoirs 1971 à South Bend.

- Championnats de France 
  -  Médaille d'or au fleuret individuel aux championnats de France 1977
  - Jeux méditerranéens de 1979 à Split : 3ème du fleuret individuel.